# 川崎市立橘高等学校
川崎市立橘高等学校（かわさきしりつ たちばなこうとうがっこう）は、神奈川県川崎市中原区にある公立の高等学校。男女共学。

## 概要
- 略称は「橘高」で、元々は「きっこう」と読むが、現在では主に「たちこう」と読まれることが多い。対外的には「川崎橘」という表記も使われる（例えばバレーボールの全国大会）。
- 元は男子校で、旧制中学校時代からの歴史がある。
- バレーボール部は男女ともに全国大会の常連である。女子は2012年にインターハイで優勝している。

## 沿革
- 1942年 - 旧制川崎市立橘中学校として設立。大戸小学校旧校舎を使用。
- 1946年 - 日本光学青年学校跡（溝ノ口）に移転。
- 1948年 - 学制改革により川崎市立橘高等学校となる。
- 1952年 - 日本電気工場跡（現住所）に移転。
- 1956年 - 新校舎落成式挙行（5月15日）。この日をもって本校開校記念日と決定。
- 2000年 - 全面校舎改築竣工。
- 2001年 - 学科改編により国際科・スポーツ科新設。

## 設置課程
- 全日制

普通科
国際科
スポーツ科
- 定時制

普通科（4年制）

## 部活動
- バレーボール、剣道、野球、陸上、軟式テニス、硬式テニス、サッカー、バドミントン、山岳、ダンス、卓球、バスケットボール、水泳、吹奏楽、書道、美術、茶道、軽音楽、漫画研究、ICC、天文学、JRC、将棋

## アクセス
・ＪＲ南武線平間駅より徒歩１０分
・ＪＲ南武線向河原駅より徒歩８分
・ＪＲ横須賀線武蔵小杉駅より徒歩１２分

## 学園祭
- 「橘花祭（きっかさい）」（全日制）

毎年　9月下旬～10月上旬
- 「橘定まつり（たちていまつり）」（定時制）

毎年　10月下旬～11月上旬

## 地域との関わり
- 川崎市立高等学校合同芸術祭

毎年1月～2月頃に、川崎市立の高等学校（川崎、幸、川崎総合科学、橘、高津）が合同で行っている作品展示・吹奏楽演奏の総称。作品展示は川崎駅前タワー・リバーク3階の「アートガーデンかわさき」で、吹奏楽演奏は川崎ルフロンイベント広場で行われている。
- 地域のSDGsへの貢献

川崎市のプラスチック資源循環を目指す「かわさきプラスチック循環プロジェクト（かわプラ）」の参画事業者が抱える課題を調査し、資源循環をより活性化するための解決策を提案した。このような取り組みは2024年から継続的に行われている。

## 著名な出身者・関係者

### バレーボール
- 吉村志穂
- 白岩直也
- 近藤志歩
- 横田千里
- 島村春世
- 塚田しおり
- 小川智大
- 甲萌香
- 西行米

### その他スポーツ
- 三笘薫（サッカー）
- 丑山努（野球)
- 黒岩俊喜（ボブスレー）
- 大原はじめ（プロレス）
- 新井直登（サッカー）

### 文化
- 根本りつ子（女優）
- 塚越孝（アナウンサー）
- 日渡早紀（漫画家）
- 阿部薫 (サックス奏者)　※中退
- 杭谷一東（彫刻家）

## 関係者
- 山口義郎（第6代学校長・関東吹奏楽連盟理事長、神奈川県吹奏楽連盟理事長）
- 小塚光治（元教諭・学校法人桐光学園創設者）
- 澤井測（第4代学校長・逗子開成中学校・高等学校：第10代学校長）

## 同窓会
- 「川崎市立橘高等学校同窓会」1953年（昭和28年）1月18日設立